# Вспышка «Иридиума»
Вспышка «Иридиума» — явление, вызываемое отражением солнечного света гладкими поверхностями антенн спутников системы спутниковой связи «Иридиум». Космический сегмент сети «Иридиум» состоит из 66 космических аппаратов (массой примерно 700 кг каждый), равномерно размещённых на 6 приполярных круговых орбитах с наклонением 86,4° и высотой около 780 км.
Время жизни одного космического аппарата системы составляет не менее 5 лет. Каждый аппарат формирует свою зону обслуживания площадью около 19 млн квадратных километров. Зоны обслуживания всех 66 космических аппаратов полностью покрывают Землю.
Связь с абонентами поддерживается посредством 3 главных антенн (MMA — Main Mission Antenna) размером 86 × 186 см.
Время от времени одна из антенн MMA отражает солнечные лучи на поверхность Земли, создавая блик диаметром около 10 км, движущийся по поверхности планеты. Для земного наблюдателя это выглядит как плавное появление и последующее плавное исчезновение ярчайшей звезды. Явление продолжается менее 10 секунд.
Так как положение каждого космического аппарата известно с высокой точностью, возможно вычислить время появления таких бликов для любой точки планеты. Любители астрономии часто фотографируют это красивое явление.
Некоторые вспышки очень яркие — многие достигают звёздной величины −8, а некоторые −9,5. Вспышки такой яркости могут наблюдаться даже днём, но производят наибольшее впечатление ночью. На данный момент спутники системы «Иридиум» в моменты отражения солнечного света на Землю — самые яркие звездообразные объекты на небосводе.
В декабре 2019 года последний спутник группировки «Иридиум» первого поколения был сведен с орбиты, а с новым поколением спутников вспышек не будет.

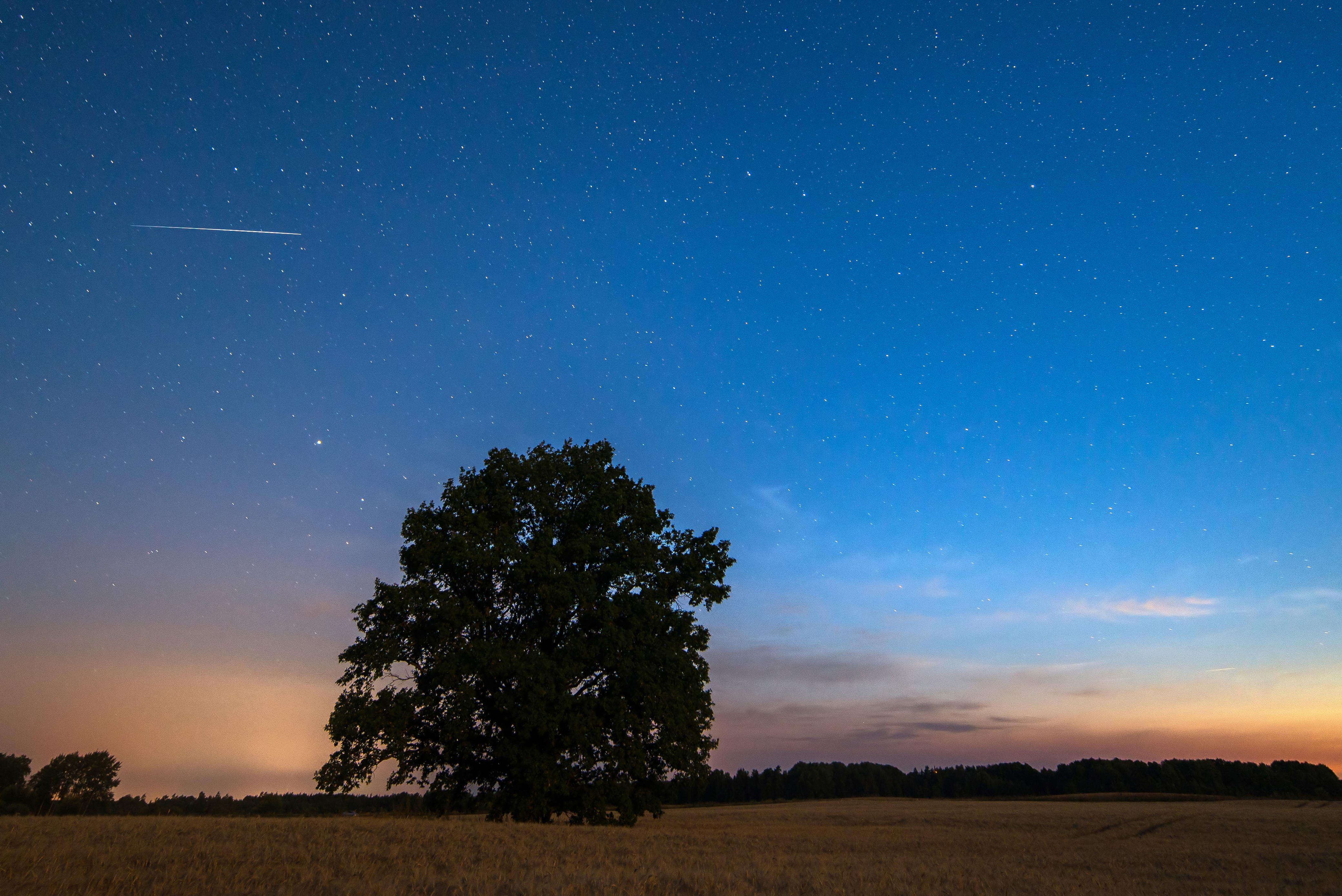
Вспышка в небе над Эстонией
Симуляция вспышки «Иридиума»
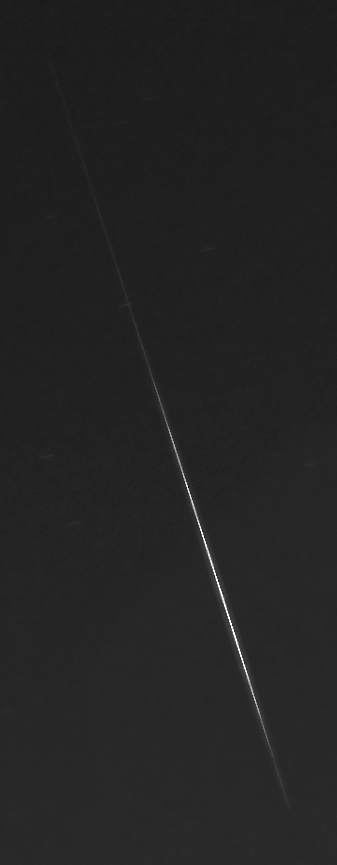
Фотография вспышки «Иридиума», снятая с выдержкой 30 с
Схема возникновения вспышек «Иридиума»